# Kubilay Sönmez
Kubilay Sönmez (sinh 7 tháng 6 năm 1997 ở Kamen, Đức) là một cầu thủ bóng đá Thổ Nhĩ Kỳ đang chơi ở vị trí tiền vệ cho Adana Demirspor.
Sönmez sinh ra ở Đức từ bố mẹ gốc Thổ Nhĩ Kỳ. Anh thi đấu cho Liên đoàn bóng đá Thổ Nhĩ Kỳ và đội tuyển U-20 và U-21 quốc gia.